# The Dig (Podcast)
The Dig (deutsch „Die Grabung“) ist ein US-amerikanischer Podcast von Daniel Denvir mit wissenschaftlich-politischen Analysen von Politik, Geschichte und Wirtschaft aus der Sicht der amerikanischen Linken. The Dig ist mit dem Magazin Jacobin und dem Verlag Verso verbunden. Die Episoden sind kostenfrei verfügbar, der Podcast finanziert sich vor allem über freiwillige Beiträge von Hörern auf der Plattform Patreon. Der Podcast enthält ausführliche Interviews, meist geführt von Daniel Denvir, mit Wissenschaftlern, Theoretikern und Organizern, die eine in die Tiefe gehende Auseinandersetzung mit einzelnen Themen aus sozialistischer, unorthodox marxistischer Perspektive ermöglichen und als politische Bildung für die amerikanische Linke dienen.
Ziel des Podcasts, der aus Providence, Rhode Island gesendet wird, ist eine Zusammenführung der intellektuellen und akademischen mit der praktisch-politischen Linken. Auf der amerikanischen Linken gilt der Podcast laut der Wochenzeitung The Nation als „essentieller Teil einer radikalen Bildung“ und als einer der beliebtesten und populärsten Podcasts der Linken. The Guardian beschreibt den Podcast als „einen Knotenpunkt des linken Medien-Ökosystems“. The Dig will einer neuen sozialistischen Bewegung dienen, die, so Denvir, „die Welt verstehen muss, um sie zu verändern“. Der Podcast wurde über 6 Millionen Mal abgerufen. Bekannte Gäste waren unter anderen Alexandria Ocasio-Cortez, Nancy Fraser oder Quinn Slobodian.
Denvir arbeitete zunächst als Journalist für das Philadelphia City Paper, das CityLab von The Atlantic und Salon.com. Kurz vor der Präsidentschaftswahl im November 2016, bei der Donald Trump zum amerikanischen Präsidenten gewählt wurde, verlor er seinen Job bei Salon. Gemeinsam mit Alex Lewis als Produzenten belebte er jetzt eine alte Idee wieder (bereits im September 2015 war eine einzelne Folge gesendet worden): einen Podcast, der die intellektuelle und akademische Seite der Linken mit der des praktischen Organizing verbinden sollte:

“I had long thought that the academic left was far too cloistered from the activist left in the United States [...] and that activists and organizers outside of academia would greatly benefit from understanding the world better in their efforts to change it.”

„Ich hatte schon lange geglaubt, dass die akademische Linke in den Vereinigten Staaten viel zu abgeschirmt von der aktivistischen Linken war, und dass Aktivisten und Organizer außerhalb der Wissenschaft in ihren Bemühungen, die Welt zu verändern, sehr davon profitieren würden, sie besser zu verstehen.“

Die erste Folge wurde am 6. Dezember 2016, also kurz nach der Präsidentschaftswahl, veröffentlicht und versuchte in einem Interview mit der feministischen Historikerin Stephanie Coontz und den Historikern und Rassismusforschern Khalil Gibran Muhammad und Matt Karp die Frage Why Trump Won („Warum Trump siegte“) zu beantworten. Bereits hier entwickelte sich ein häufig aufgegriffenes Thema des Podcasts: eine tiefgreifende Analyse und Kritik der gegenwärtigen amerikanischen Politik, die nicht nur die politische Rechte um Trump, die Republikanische Partei und rechte Bewegungen umfasste, sondern auch die als neoliberal verstandene Führung der Demokratischen Partei.
Sowohl aus praktisch-politischer als auch aus theoretischer (materialistischer) Perspektive wird außerdem beständig eine Kritik des idealistischen Liberalismus formuliert. Dabei stützt sich der Podcast nicht nur auf die klassisch marxistische Klassenanalyse, sondern führt diese mit antirassistischen, queer-feministischen und antiimperialistischen Analysen sowie Perspektiven der Klimagerechtigkeit und des Ökosozialismus zusammen. Dabei wird sowohl die aktuelle lokale Politik in den USA thematisiert, etwa die Erfolge und weiteren Aussichten des Organizing in Philadelphia (Interview mit Organizern von Reclaim Philadelphia), als auch internationale Politik, etwa in Analysen der chinesischen Geschichte, Politik und Gesellschaft von Ho-fung Hung. Seit Beginn des Gazakriegs im Oktober 2023 setzt der Podcast einen starken Fokus auf die Hintergründe des Nahostkonflikts aus einer antizionistischen Perspektive, insbesondere mit der 16-teiligen Serie Thawra, einer 40-stündigen Diskussion mit dem Historiker Abdel Razzaq Takriti zu arabischen radikalen Bewegungen. Die Folgen zum Nahostkonflikt wurden bis August 2024 eine Viertelmillion mal heruntergeladen.
2023 beschrieb Denvir den Podcast als einen Versuch, das intellektuelle und politische Werk des 2022 verstorbenen Mike Davis (der mehrmals Gast des Podcasts war) fortzusetzen:

“Davis was [...] an intellectual who attempted to articulate an analysis of the totality of this country and the world. [...] His inevitably quixotic but utterly necessary attempt to connect all the dots is a model for what I’m trying to accomplish with The Dig—again, by listening to others and asking questions. He ruthlessly critiqued everything while insisting on hopefulness.”

„Davis war ein Intellektueller, der versuchte, eine Analyse der Totalität dieses Landes [der USA] und der Welt zu artikulieren. [...] Sein unausweichlicherweise unrealistischer, aber gleichzeitig notwendiger Versuch, alles mit allem zu verbinden, ist ein Modell für das, was ich mit The Dig erreichen will, indem ich anderen zuhöre und Fragen stelle. Er kritisierte rücksichtslos alles, beharrte aber auf die Hoffnung.“